# Кан Ха Ниль
Кан Ха Ниль (кор. 강하늘, при народженні Кім Ха Ниль, кор. 김하늘; нар. 21 лютого 1990, Пусан, Південна Корея) — південнокорейський актор. Відомий ролями у телесеріалах «Спадкоємці» (2013), «Місенг: Невдале життя» (2014), «Любителі місяця: Червоне серце Рьо» (2016), «Коли квітне Камелія» (2019) та «Інсайдер» (2022).
У 2020 році Кан Ха Ниль на 56-тій премії мистецтв Пексан переміг у категорії «Кращий актор телебачення» та посів 23 місце у списку Forbes Korea Power Celebrity.

## Біографія
Кім Ха Ниль народився 21 лютого 1990 року в південнокорейському місті Пусан. Перед початком акторської кар'єри він змінив прізвище на Кан, що б його не плутали з відомою акторкою Кім Ха Ниль, з якою він до того ж народився в один день. У 2006 році Кан Ха Ниль дебютував як театральний актор, у наступному році він з'явився на телебаченні зігравши другорядну роль в телесеріалі. У наступні декілька років Ха Ниль в основному грав в театрі. Першою роллю на великому екрані в кар'єрі молодого актора стала роль в історичному комедійному фільмі «Герої битви». Першу головну роль Ха Ниль зіграв в фільмі жахів «Історія дівчини-привида» 2014 року. У наступному році він знявся в декількох фільмах, але особливо вдалою була роль в фільмі «Двадцять» яка принесла йому декілька акторських нагород. Напочатку 2016 року відбулася прем'єра історичного біографічного фільму «ДонЧжу: Портрет поета» в якому Ха Ниль зіграв роль молодого корейського поета Юн Дон Чжу який загинув в японській в'язниці. Далі були головні ролі в комедійному фільмі «Бігуни опівночі» та містичному трилері «Забуті». З вересня 2017 року актор проходив обов'язкову службу в армії, демобілізувався Ха Ниль наприкінці травня 2019 року.
Першою роллю після проходження військової служби, стала головна чоловіча роль в романтичному серіалі з елементами трилера «Коли квітне Камелія». В серіалі він зіграв поліцейського який щосили намагається впіймати серійного вбивцю щоб захистити кохану жінку яку маніяк обрав своєю ціллю. Роль стала надзвичайно успішною в кар'єрі Ха Ниля та принесла йому численні нагороди різноманітних телевізійних премій та фестивалів. У 2020 році Ха Ниль повернувся на театральну сцену та розпочав зйомки в фільмі «Пірати 2», прем'єра якого відбулася у 2021 році.

## Фільмографія

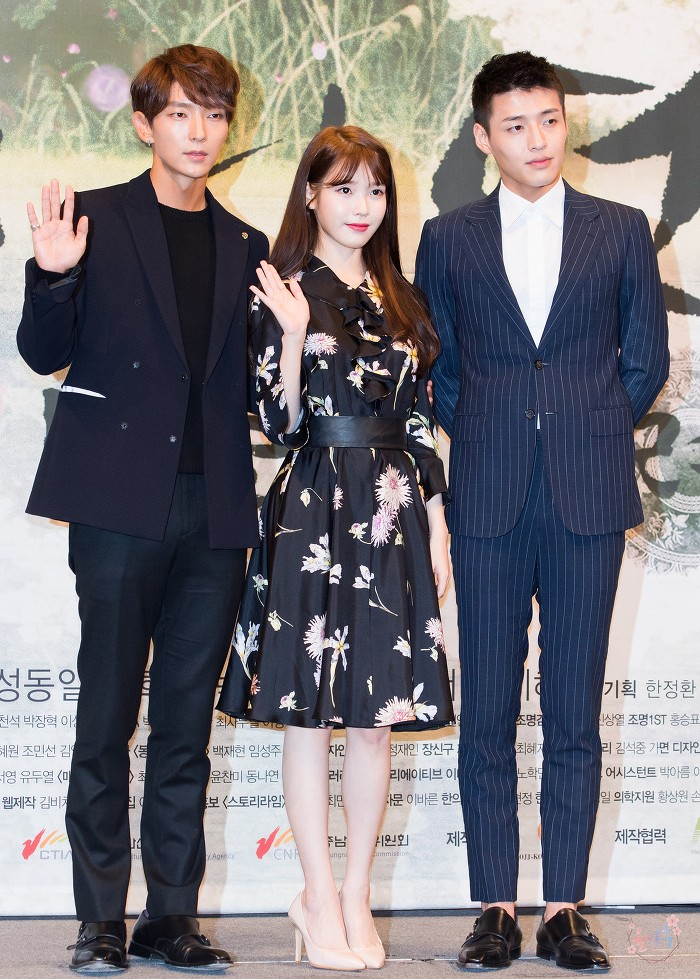
Кан Ха Ниль (праворуч) разом з колегами по серіалу «Червоне серце Рьо»

### Телевізійні серіали
| Рік       | Назва                                | Роль                               | Мережа |
| --------- | ------------------------------------ | ---------------------------------- | ------ |
| 2007      | «Моя мати! Супер мати!»              | Чхве Хун                           | KBS2   |
| 2007-2012 | «Рідне місто за пагорбом»            | Кім Чон Хві                        | KBS1   |
| 2011      | «Лікарня опівночі»                   | Ян Чхан Су                         | MBC    |
| 2012      | «Тобі красивому»                     | Мін Хьон Чже                       | SBS    |
| 2013      | «МонСтар»                            | Чон Сон У                          | Mnet   |
| 2013      | «Два тижні»                          | Кім Сон Чжун (камео)               | MBC    |
| 2013      | «Неспокій» (спеціальна драма)        | Чжун Кьон                          | MBC    |
| 2013      | «Спадкоємці»                         | Лі Хьо Сін                         | SBS    |
| 2014      | «Очі янгола»                         | молодий Пак Дон Чжун               | SBS    |
| 2014      | «Місенг: Невдале життя»              | Чан Пек Гі                         | tvN    |
| 2014-2015 | «Панч»                               | Ма Сон Нам (гість, 6 серія)        | SBS    |
| 2015      | «Зниклі»                             | Лі Чон Су (гість, серія 1 та 2)    | OCN    |
| 2016      | «Любителі місяця: Червоне серце Рьо» | Ван Ук                             | SBS    |
| 2016      | «Антураж»                            | камео                              | tvN    |
| 2019      | «Коли квітне Камелія»                | Хван Йон Сік                       | KBS2   |
| 2021      | «Річка де сходить місяць»            | генерал Он Хьоп (спеціальна поява) | KBS2   |
| 2022      | «Інсайдер»                           | Кім Йо Хан                         | JTBC   |
| 2022      | «Вихід після завіси»                 | Ю Че Хьон / Чон Мун                | KBS2   |

### Фільми
| Рік  | Назва                                 | Роль                |
| ---- | ------------------------------------- | ------------------- |
| 2011 | «Герої битви»                         | Йом Нам Сан         |
| 2011 | «Ти мій улюбленець»                   | Йон Су              |
| 2014 | «Історія дівчини-привида»             | Ін Су               |
| 2015 | «C'est si bon»                        | Юн Хьон Чжу         |
| 2015 | «Імперія пристрасті»                  | Чін                 |
| 2015 | «Двадцять»                            | Кьон Чже            |
| 2016 | «Дон Чжу: Портрет поета»              | Юн Дон Чжу          |
| 2016 | «Лайк за лайк»                        | Лі Су Хо            |
| 2017 | «Нова справа»                         | Хьон У              |
| 2017 | «Бігуни опівночі»                     | Кан Хї Йоль         |
| 2017 | «Забуті»                              | Чін Сок             |
| 2018 | «Революціонер Хьонбу»                 | Пак Доль По (камео) |
| 2018 | «У мене побачення з весною»           | Лі Гві Дон          |
| 2020 | «Дощ і твоя історія»                  | Йон Хо              |
| 2021 | «Пірати 2»                            | У Му Чхі            |
| 2021 | «Мрія»                                | камео               |
| 2022 | «Пірати: Останній королівський скарб» | У Му Чхі            |

## Нагороди
| Рік  | Нагорода                                             | Категорія                                                | Робота                               | Результат | Прим.         |
| ---- | ---------------------------------------------------- | -------------------------------------------------------- | ------------------------------------ | --------- | ------------- |
| 2014 | 16-й Сеульський міжнародний молодіжний кінофестиваль | Кращий молодий актор                                     | «Спадкоємці», «Очі янгола»           | Номінація |               |
| 2014 | 22-га Премія SBS драма                               | Нова зірка                                               | «Очі янгола»                         | Перемога  | [ 10 ]        |
| 2015 | 9-та Премія кабельного мовлення                      | Зіркова нагорода (актор)                                 | «Місенг: Невдале життя»              | Перемога  | [ 11 ]        |
| 2015 | 4-та Премія «Зірок МААТР»                            | Кращий новий актор                                       | «Місенг: Невдале життя»              | Номінація | [ 12 ]        |
| 2015 | 51-ша Премія мистецтв Пексан                         | Кращий новий актор телебачення                           | «Місенг: Невдале життя»              | Номінація |               |
| 2015 | 51-ша Премія мистецтв Пексан                         | Кращий новий кіноактор                                   | «Двадцять»                           | Номінація | [ 13 ]        |
| 2015 | 35-та Премія Золотий кінематограф                    | Нагорода новачку                                         | «Двадцять»                           | Перемога  | [ 14 ]        |
| 2015 | Премія Корейської гільдії кіноакторів                | Кращий новий актор                                       | «Двадцять»                           | Перемога  | [ 15 ]        |
| 2015 | 15-й Корейський всесвітній молодіжний кінофестиваль  | Фаворітний новий актор                                   | «Двадцять»                           | Перемога  | [ 16 ]        |
| 2015 | 52-га Премія Великий дзвін                           | Кращий новий актор                                       | «Двадцять»                           | Номінація | [ 17 ]        |
| 2015 | 36-та Кінопремія Блакитний дракон                    | Кращий новий актор                                       | «Двадцять»                           | Номінація | [ 18 ]        |
| 2016 | 21-ша Премія мистецького кіно Чунса                  | Кращий новий актор                                       | «Двадцять»                           | Перемога  | [ 19 ]        |
| 2016 | 1-ша Премія tvN10                                    | Scene Stealer (актор)                                    | «Місенг: Невдале життя»              | Номінація |               |
| 2016 | 8-й Фестиваль MTN Broadcast Advertisement            | Зірка CF                                                 | Н/Д                                  | Перемога  | [ 20 ]        |
| 2016 | 1-ша Asia Artist Awards                              | Краща зірка (актор)                                      | «Любителі місяця: Червоне серце Рьо» | Номінація |               |
| 2016 | 24-та Премія SBS драма                               | Нагорода за майстерність (актор фентезійної драми)       | «Любителі місяця: Червоне серце Рьо» | Перемога  | [ 21 ]        |
| 2016 | 52-га Премія мистецтв Пексан                         | Фаворітний кіноактор                                     | «Дончжу: Портрет поета»              | Номінація |               |
| 2016 | 25-та Кінопремія Буїль                               | Кращий актор                                             | «Дончжу: Портрет поета»              | Номінація |               |
| 2016 | 6-та Премія CINE ICON: KT&G Sangsangmadan Exhibition | CINE ICON                                                | «Дончжу: Портрет поета»              | Перемога  |               |
| 2017 | 4-та Кінопремія Дика квітка                          | Кращий актор                                             | «Дончжу: Портрет поета»              | Номінація |               |
| 2017 | 53-тя Премія мистецтв Пексан                         | Фаворітний кіноактор                                     | «Нова справа»                        | Номінація |               |
| 2018 | 7-ма Музична премія Егрін                            | Кращий актор                                             | Військова академія Шинхен            | Номінація | [ 22 ]        |
| 2019 | 18-та Премія Перший бренд Кореї                      | Кращий актор                                             | «Коли квітне Камелія»                | Перемога  | [ 23 ]        |
| 2019 | 33-тя Премія KBS драма                               | Нагорода за високу майстерність (актор)                  | «Коли квітне Камелія»                | Перемога  | [ 24 ] [ 25 ] |
| 2019 | 33-тя Премія KBS драма                               | Нагорода за м айстерність (актор середньотривалої драми) | «Коли квітне Камелія»                | Номінація | [ 24 ] [ 25 ] |
| 2019 | 33-тя Премія KBS драма                               | Netizen нагорода                                         | «Коли квітне Камелія»                | Перемога  | [ 24 ] [ 25 ] |
| 2019 | 33-тя Премія KBS драма                               | Краща пара разом з Кон Хьо Чжін                          | «Коли квітне Камелія»                | Перемога  | [ 24 ] [ 25 ] |
| 2020 | 56-та Премія мистецтв Пексан                         | Кращий актор телебачення                                 | «Коли квітне Камелія»                | Перемога  | [ 26 ]        |
| 2020 | 56-та Премія мистецтв Пексан                         | Популярність в TikTok (чоловіки)                         | «Коли квітне Камелія»                | Номінація | [ 27 ]        |
| 2020 | 47-ма Премія корейських телерадіомовників            | Акторська нагорода                                       | «Коли квітне Камелія»                | Перемога  | [ 28 ]        |
| 2020 | 15-та Сеульська міжнародна премія драми              | Кращий актор                                             | «Коли квітне Камелія»                | Номінація | [ 29 ]        |
| 2020 | 15-та Сеульська міжнародна премія драми              | Видатний корейський актор                                | «Коли квітне Камелія»                | Перемога  | [ 30 ]        |
| 2020 | Brand Customer Loyalty Awards 2020                   | Кращий актор драми                                       | «Коли квітне Камелія»                | Перемога  | [ 31 ]        |
| 2020 | 2-га Премія Азійський контент                        | Кращий актор                                             | «Коли квітне Камелія»                | Номінація | [ 32 ]        |
| 2020 | Премія корейської популярної культури і розваг       | Подяка прем'єр-міністра                                  | Н/Д                                  | Перемога  | [ 33 ]        |
| 2021 | 7-ма Премія «Зірок МААТР»                            | Популярна зірка (актор)                                  | «Коли квітне Камелія»                | Номінація | [ 34 ]        |
| 2021 | 7-ма Премія «Зірок МААТР»                            | Нагорода за високу майстерність (актор мінісеріалу)      | «Коли квітне Камелія»                | Перемога  | [ 35 ]        |
| 2022 | 36-та Премія KBS драма                               | Нагорода за високу майстерність (актор)                  | «Вихід після завіси»                 | Перемога  | [ 36 ]        |
| 2022 | 36-та Премія KBS драма                               | Нагорода за майстерність (актор мінісеріалу)             | «Вихід після завіси»                 | Номінація | [ 36 ]        |
| 2022 | 36-та Премія KBS драма                               | Нагорода за популярність (актор)                         | «Вихід після завіси»                 | Перемога  | [ 36 ]        |
| 2022 | 36-та Премія KBS драма                               | Краща пара (разом з Ха Чі Вон)                           | «Вихід після завіси»                 | Перемога  | [ 36 ]        |

### Списки
| Видавець     | Рік  | Список                                                      | Місце       | Прим.                |
| ------------ | ---- | ----------------------------------------------------------- | ----------- | -------------------- |
| Forbes       | 2020 | Korea Power Celebrity 40                                    | 23-те місце | [ 37 ]               |
| Gallup Korea | 2019 | Gallup Korea's Actor of the Year                            | 2-ге місце  | [ 38 ] [ 39 ]        |
| KBS          | 2023 | The 50 people who made KBS shine                            | 2-ге місце  | [ 40 ] [ 41 ] [ 42 ] |
| The Screen   | 2019 | 2009–2019 Top Box Office Powerhouse Actors in Korean Movies | 50-те місце | [ 43 ]               |